# هيلسدن (باكينجهامشير)
هيلسدن (بالإنجليزية: Hillesden)‏ هي أبرشية مدنية تقع في المملكة المتحدة في إنجلترا.  يقدر عدد سكانها بـ 216 نسمة .